# Pseudosasa amabilis
Pseudosasa amabilis är en gräsart som först beskrevs av Mcclure, och fick sitt nu gällande namn av Keng f. Pseudosasa amabilis ingår i släktet splitcanebambusläktet, och familjen gräs. Inga underarter finns listade i Catalogue of Life.

## Bildgalleri

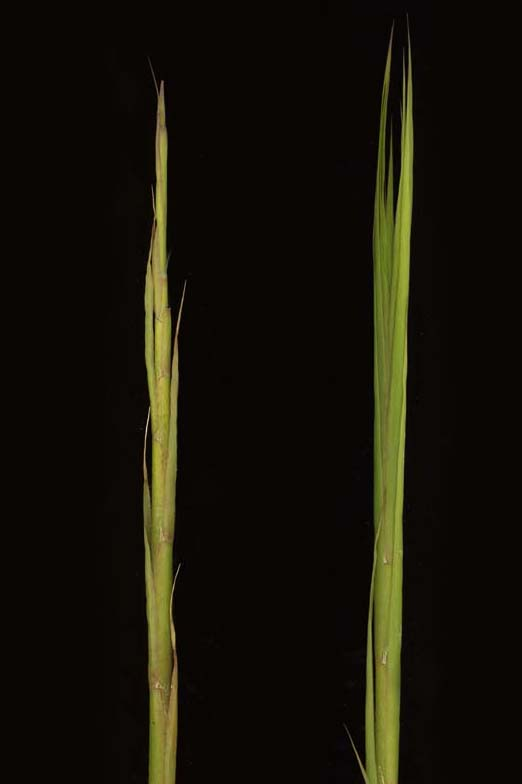
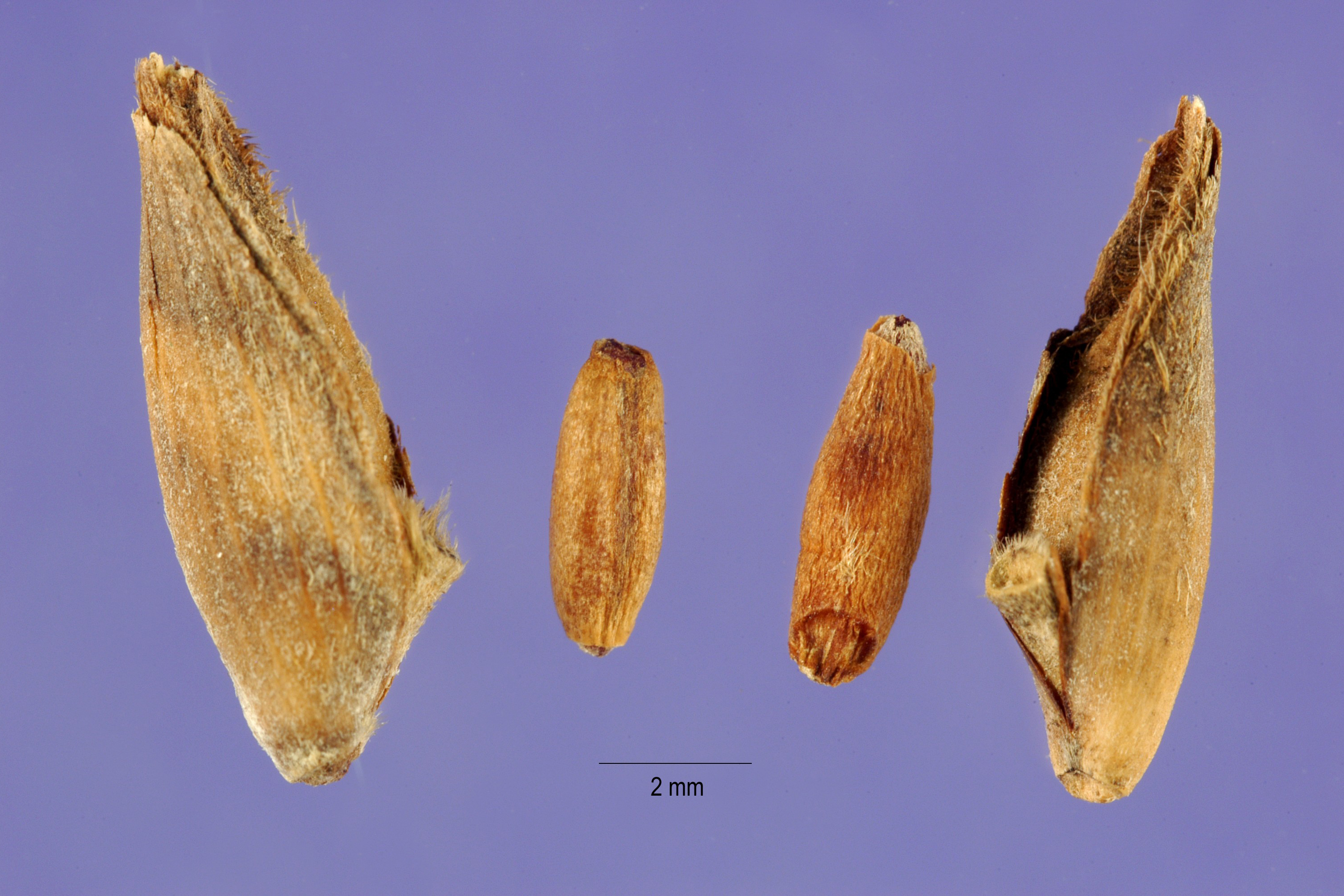